# 李宗可
李宗可（？—1358年），元朝末年将领，蕲州（治今湖北省蕲春县蕲州镇）人，他是余阙哥哥的女婿。
李宗可善使槊，有纹身，被称为花李。余阙镇守安庆，任命他为义兵万户，统管新军，守水寨。至正十七年（1357年）冬，陈友谅包围安庆。至正十八年（1358年）正月，安庆城破，余阙自杀。李宗可回到家中，家人劝他投降，他不愿意投降，把家人驱赶到一室，手刃妻儿，全部杀死。而后喝酒大醉，自刎而死。陈军进入，将他的首级割去。